# Alexander Wurz

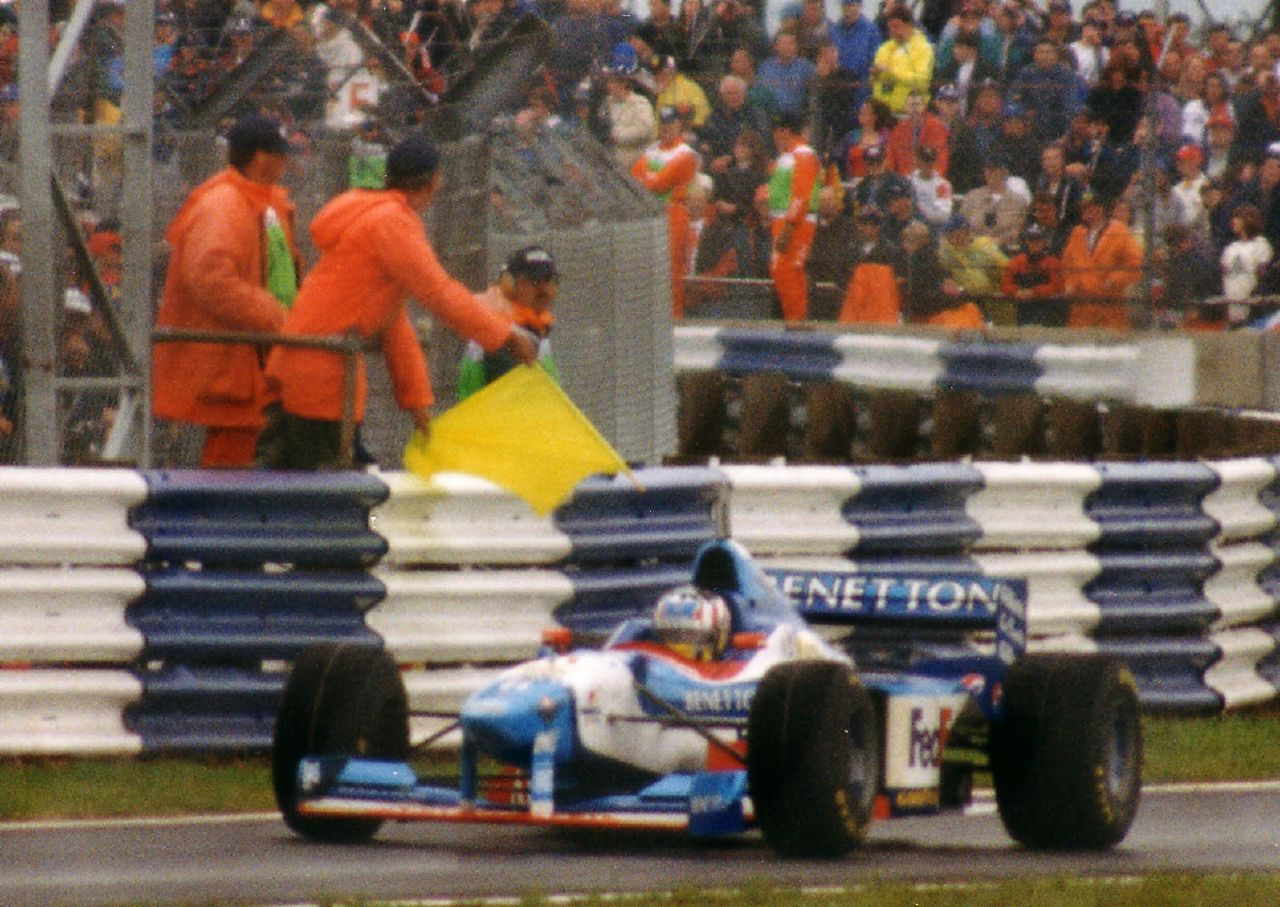
Wurz podczas Grand Prix Wielkiej Brytanii 1997 (Benetton B197)

Alexander Wurz (ur. 15 lutego 1974 w Waidhofen Thay) – austriacki kierowca wyścigowy.

## Życiorys

### BMX
Alex zaczynał w konkurencji Mistrzostw Świata BMX i wygrał te zawody w 1986 roku. To dało mu fizyczną gotowość do startów w wyścigach motoryzacyjnych. W 2000 roku Wurz powrócił do swoich rowerowych korzeni, startując w zespole MTB ze swoim rodakiem Markusem Rainerem. Zespół Rainer-Wurz.com jest obecnie sponsorowany przez sponsorów McLarena, między innymi przez Siemensa i Cannondale. Są wielokrotnymi mistrzami świata.

### Wczesne lata
Jak w przypadku niemal każdego kierowcy F1 jego kariera zaczęła się od kartingu. W 1991 Wurz startował w Formule Ford. W 1993 przeszedł do niemieckiej Formuły i wygrał tam trzy tytuły. W 1996 startował w serii DTM na Oplu Calibra w zespole Joest. W tym samym roku wraz z Davyym Jonesem i Manuelem Reuterem wygrał 24-godzinny wyścig w Le Mans i stał się wówczas najmłodszym zwycięzcą tej prestiżowej imprezy.

### Benetton
Debiut Wurza w Formule 1 nastąpił 15 czerwca 1997 roku, zastępując innego Austriaka, Gerharda Bergera w Benettonie. Godne podziwu było miejsce na podium w zaledwie jego trzecim wyścigu, a za to został nagrodzony statusem etatowego kierowcy swojego zespołu na przyszły sezon. Spędził łącznie trzy sezony w Benettonie, gdzie przez pewien okres był partnerem Giancarlo Fisichelli. Dobry start do sezonu 1998 rysował jasną przyszłość przed zawodnikiem i ten nawet przyciągnął sobą zainteresowanie Ferrari, ale owe 3 lata w Benettonie okazały się kompletnym rozczarowaniem. Zwłaszcza na końcu, bo Fisichella miał lepsze wyniki.

### Z kierowcy wyścigowego na testera

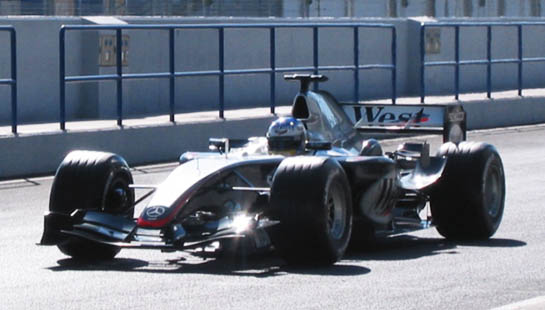
Wurz testujący samochód McLarena (2004)

Nie mogąc znaleźć zatrudnienia w żadnym z teamów w 2001 roku, co zaowocowało zmianą obowiązków i podjął się roli trzeciego kierowcy (testera) McLarena.
W kwietniu 2005 roku, kiedy Juan Pablo Montoya był kontuzjowany, Wurz pojechał w Grand Prix San Marino i zajął czwarte miejsce, lecz w związku z dyskwalifikacją kierowców BAR-Hondy, awansował na trzecią pozycję. Dało mu to unikatowy rekord. Żaden kierowca nie stawał na podium po tak długiej przerwie. Wurz czekał na ten ponowny sukces aż 8 lat. Jego jazda na Imola była godna uwagi, ponieważ w samochodzie było mu bardzo niewygodnie, przez co często kierował bolidem jedną ręką.
Po tym jak podpisał kontrakt z McLarenem jako kierowca testowy, ponownie chciał wrócić do wyścigów. Niejednokrotnie był w tamtym czasie łączony z fotelem kierowcy startującego regularnie w wyścigach. Jego duży wzrost w Formule 1 (186 cm) był prawdopodobnie czynnikiem, który bardzo mu nie pomagał. Tak rzeczywiście było i był bliski jazdy dla Red Bulla w 2005 roku, ponieważ projektanci McLarena zaniedbali sprawę wielkości bolidu, przez co, Wurz mógłby mieć fizyczne utrudnienia. W 2003 roku sugerowano jego jazdę dla Jaguara, gdzie mógłby zmagać się z Antonio Pizzonią. Jednakże McLaren usilnie próbował stworzyć nowy, dobry samochód, blokując przy tym ten ruch i pozostawiając Alexa ze względu na jego wyśmienitą technikę i ciągły rozwój. Jaguar zaś podjął decyzję o daniu szansy udowodnienia swoich umiejętności Pizzonii po tym, jak wcześniej postawił na debiutanta Justina Wilsona.

### Williams

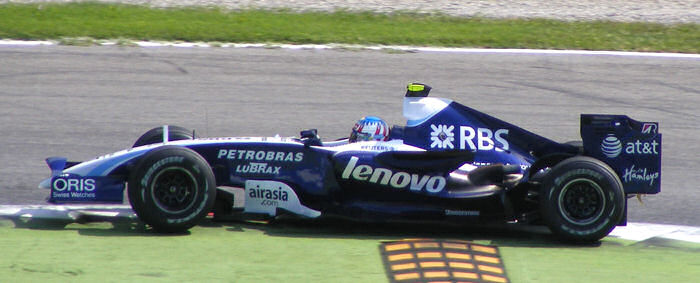
Wurz podczas Grand Prix Włoch 2007 (Williams FW29)

Alex Wurz podpisał kontrakt z Williamsem F1 w roli kierowcy testowego, a przy tym rezerwowego na początku 2006 roku. We wszystkich piątkowych treningach, przez cały sezon 2006 był testerem swojej ekipy. W związku z tym, 3 sierpnia tego roku dostał szansę podpisania umowy na regularne starty w sezonie 2007, w związku z odejściem Marka Webera. To był pierwszy pełny sezon Wurza w fotelu drugiego samochodu startującego w Grand Prix od 2000 roku, a jego partnerem był Niemiec Nico Rosberg.

### Honda
8 października 2007 roku ogłosił, że kończy karierę w Formule 1 z efektem natychmiastowym. Niespodziewanie 10 stycznia 2008 r. zespół Honda ogłosił, że Wurz został ich kierowcą testowym.

## Wyniki

### Formuła 1
| Rok  | Zespół                       | Samochód       | Silnik                  | Wyniki w poszczególnych eliminacjach | Wyniki w poszczególnych eliminacjach | Wyniki w poszczególnych eliminacjach | Wyniki w poszczególnych eliminacjach | Wyniki w poszczególnych eliminacjach | Wyniki w poszczególnych eliminacjach | Wyniki w poszczególnych eliminacjach | Wyniki w poszczególnych eliminacjach | Wyniki w poszczególnych eliminacjach | Wyniki w poszczególnych eliminacjach | Wyniki w poszczególnych eliminacjach | Wyniki w poszczególnych eliminacjach | Wyniki w poszczególnych eliminacjach | Wyniki w poszczególnych eliminacjach | Wyniki w poszczególnych eliminacjach | Wyniki w poszczególnych eliminacjach | Wyniki w poszczególnych eliminacjach | Wyniki w poszczególnych eliminacjach | Wyniki w poszczególnych eliminacjach | Pkt. | Msc. |
| ---- | ---------------------------- | -------------- | ----------------------- | ------------------------------------ | ------------------------------------ | ------------------------------------ | ------------------------------------ | ------------------------------------ | ------------------------------------ | ------------------------------------ | ------------------------------------ | ------------------------------------ | ------------------------------------ | ------------------------------------ | ------------------------------------ | ------------------------------------ | ------------------------------------ | ------------------------------------ | ------------------------------------ | ------------------------------------ | ------------------------------------ | ------------------------------------ | ---- | ---- |
| 1997 |                              |                |                         | Australia                            | Brazylia                             | Argentyna                            | San Marino                           | Monako                               | Hiszpania                            | Kanada                               | Francja                              | Wielka Brytania                      | Niemcy                               | Węgry                                | Belgia                               | Włochy                               | Austria                              | Luksemburg                           | Japonia                              | Unia Europejska                      |                                      |                                      | 4    | 14   |
| 1997 | Mild Seven Benetton Renault  | Benetton B197  | Renault 3.0 V10         | –                                    | –                                    | –                                    | –                                    | –                                    | –                                    | NU                                   | NU                                   | 3                                    | –                                    | –                                    | –                                    | –                                    | –                                    | –                                    | –                                    | –                                    |                                      |                                      | 4    | 14   |
| 1998 |                              |                |                         | Australia                            | Brazylia                             | Argentyna                            | San Marino                           | Monako                               | Hiszpania                            | Kanada                               | Francja                              | Wielka Brytania                      | Niemcy                               | Węgry                                | Belgia                               | Włochy                               | Austria                              | Luksemburg                           | Japonia                              |                                      |                                      |                                      | 17   | 8    |
| 1998 | Mild Seven Benetton Playlife | Benetton B198  | Playlife GC37-01 V10    | 7                                    | 4                                    | 4                                    | NU                                   | 4                                    | NU                                   | 4                                    | 5                                    | 4                                    | 9                                    | 11                                   | 16                                   | NU                                   | NU                                   | 7                                    | 9                                    |                                      |                                      |                                      | 17   | 8    |
| 1999 |                              |                |                         | Australia                            | Brazylia                             | San Marino                           | Monako                               | Hiszpania                            | Kanada                               | Francja                              | Wielka Brytania                      | Austria                              | Niemcy                               | Węgry                                | Belgia                               | Włochy                               | Unia Europejska                      | Stany Zjednoczone                    | Japonia                              |                                      |                                      |                                      | 3    | 13   |
| 1999 | Mild Seven Benetton Playlife | Benetton B199  | Playlife FB01 3.0 V10   | NU                                   | 7                                    | NU                                   | 6                                    | 10                                   | NU                                   | NU                                   | 10                                   | 5                                    | 7                                    | 7                                    | 14                                   | NU                                   | NU                                   | 8                                    | 10                                   |                                      |                                      |                                      | 3    | 13   |
| 2000 |                              |                |                         | Australia                            | Brazylia                             | San Marino                           | Wielka Brytania                      | Hiszpania                            | Unia Europejska                      | Monako                               | Kanada                               | Francja                              | Austria                              | Niemcy                               | Węgry                                | Belgia                               | Włochy                               | Stany Zjednoczone                    | Japonia                              | Malezja                              |                                      |                                      | 2    | 14   |
| 2000 | Mild Seven Benetton Supertec | Benetton B200  | Supertec FB02 3.0 V10   | 7                                    | NU                                   | 9                                    | 9                                    | 10                                   | 12                                   | NU                                   | 9                                    | NU                                   | 10                                   | NU                                   | 11                                   | 13                                   | 5                                    | 10                                   | NU                                   | 7                                    |                                      |                                      | 2    | 14   |
| 2005 |                              |                |                         | Australia                            | Malezja                              | Bahrajn                              | San Marino                           | Hiszpania                            | Monako                               | Unia Europejska                      | Kanada                               | Stany Zjednoczone                    | Francja                              | Wielka Brytania                      | Niemcy                               | Węgry                                | Turcja                               | Włochy                               | Belgia                               | Brazylia                             | Japonia                              |                                      | 6    | 17   |
| 2005 | West McLaren Mercedes        | McLaren MP4-20 | Mercedes FO110R 3.0 V10 | –                                    | –                                    | –                                    | 3                                    | –                                    | –                                    | –                                    | –                                    | –                                    | –                                    | –                                    | –                                    | –                                    | –                                    | –                                    | –                                    | –                                    | –                                    | –                                    | 6    | 17   |
| 2007 |                              |                |                         | Australia                            | Malezja                              | Bahrajn                              | Hiszpania                            | Monako                               | Kanada                               | Stany Zjednoczone                    | Francja                              | Wielka Brytania                      | Unia Europejska                      | Węgry                                | Turcja                               | Włochy                               | Belgia                               | Japonia                              |                                      | Brazylia                             |                                      |                                      | 13   | 11   |
| 2007 | AT&T Williams                | Williams FW29  | Toyota RVX-07 2.4 V8    | NU                                   | 9                                    | 11                                   | NU                                   | 7                                    | 3                                    | 10                                   | 14                                   | 13                                   | 4                                    | 14                                   | 11                                   | 13                                   | NU                                   | NU                                   | 12                                   | –                                    |                                      |                                      | 13   | 11   |

### Podsumowanie
| Sezon | Zespół | Konstruktor       | Zgł. | PKT | P.  | P1 | P2 | P3 | Punkt. | PP | NO | NS | DK | NZ |
| --- | --- | ----------------- | ---- | --- | --- | -- | -- | -- | ------ | -- | -- | -- | -- | -- |
| 1997 | Mild Seven Benetton Renault | Benetton-Renault  | 3    | 4   | 14  | –  | –  | 1  | 1      | –  | –  | 2  | –  | –  |
| 1998 | Mild Seven Benetton Playlife | Benetton-Playlife | 16   | 17  | 8   | –  | –  | –  | 6      | –  | 1  | 5  | –  | –  |
| 1999 | Mild Seven Benetton Playlife | Benetton-Playlife | 16   | 3   | 13  | –  | –  | –  | 2      | –  | –  | 6  | –  | –  |
| 2000 | Mild Seven Benetton Playlife | Benetton-Playlife | 17   | 2   | 15  | –  | –  | –  | 1      | –  | –  | 5  | –  | –  |
| 2005 | West McLaren Mercedes | McLaren-Mercedes  | 1    | 6   | 17  | –  | –  | 1  | 1      | –  | –  | –  | –  | –  |
| 2007 | AT&T Williams | Williams-Toyota   | 16   | 13  | 11  | –  | –  | 1  | 3      | –  | –  | 4  | –  | –  |
| Razem | 3 | 4                 | 69   | 45  | 1x8 | –  | –  | 3  | 14     | –  | 1  | 21 | –  | –  |
| Sezon | Zespół | Konstruktor       | Zgł. | PKT | P.  | P1 | P2 | P3 | Punkt. | PP | NO | NS | DK | NZ |
| \| Legenda \| Legenda \| \| ------------------------------------------ \| ------------------------------------------------------------------------------------------------------------------------------------------------------------------------------------------------------------------------------------------------------------------------------------------------------------------------------------------------------------------------------------------------------------------------------ \| \| Zgł. PKT P. P1 P2 P3 Punkt. PP NO NS DK NZ \| Liczba zgłoszeń do wyścigów Liczba zdobytych punktów Pozycja zajęta w klasyfikacji generalnej Liczba zwycięstw Liczba drugich miejsc Liczba trzecich miejsc Wyścigi, w których kierowca punktował Liczba zdobytych pole position Liczba zdobytych najszybszych okrążeń Wyścigi, w których kierowca był niesklasyfikowany Wyścigi, w których kierowca był zdyskwalifikowany Wyścigi, do których kierowca się nie zakwalifikował \| | |                   |      |     |     |    |    |    |        |    |    |    |    |    |
| Legenda | |                   |      |     |     |    |    |    |        |    |    |    |    |    |
| Zgł. PKT P. P1 P2 P3 Punkt. PP NO NS DK NZ | Liczba zgłoszeń do wyścigów Liczba zdobytych punktów Pozycja zajęta w klasyfikacji generalnej Liczba zwycięstw Liczba drugich miejsc Liczba trzecich miejsc Wyścigi, w których kierowca punktował Liczba zdobytych pole position Liczba zdobytych najszybszych okrążeń Wyścigi, w których kierowca był niesklasyfikowany Wyścigi, w których kierowca był zdyskwalifikowany Wyścigi, do których kierowca się nie zakwalifikował |                   |      |     |     |    |    |    |        |    |    |    |    |    |